# Pindad SS2
Pindad SS2 (Senapan Serbu 2) là loại súng trường tấn công được phát triển và sản xuất ở nhà máy PT Pindad tại Indonesia. Loại này được phát triển dựa trên khẩu SS1 vốn là khẩu FN FNC cũng được chế tạo tại nhà máy này theo giấy phép tại Bỉ. Loại súng này được lên kế hoạch sẽ thay thế hoàn toàn SS1 cũng như dự định có thể dùng để xuất khẩu.

## Thiết kế
SS2 sử dụng cơ chế nạp đạn bằng khí nén, khóa nòng xoay với cơ chế trích khí dài, thanh truyền động ở phía trên nòng súng. Thân súng được chia làm hai phần trên và dưới, hai phần này được gắn với nhau bởi đinh ghim. Nút kéo lên đạn nằm ở phía bên phải súng và nó sẽ chuyển động khi bắn. Nút khóa an toàn cũng là nút chọn chế độ bắn nằm ở phía trái súng với các chế độ bắn phát một và tự động. Báng súng có thể gấp sang bên.
Hệ thống nhắm cơ bản của súng là điểm ruồi. Trên thân súng có thanh răng để gắn các hệ thống hỗ trợ tác chiến khác như quai xách. Nòng súng có thể gắn các hệ thống như bộ phận chống giật hay hệ thống phóng lựu gắn ở đầu nòng, ngoài ra súng cũng có thể gắn thêm ống phóng lựu dưới nòng súng.

## Các loại phiên bản
- SS2-V1
- SS2-V2
- SS2-V4
- SS2-V5
- SS2-V7